# Dubai Media City

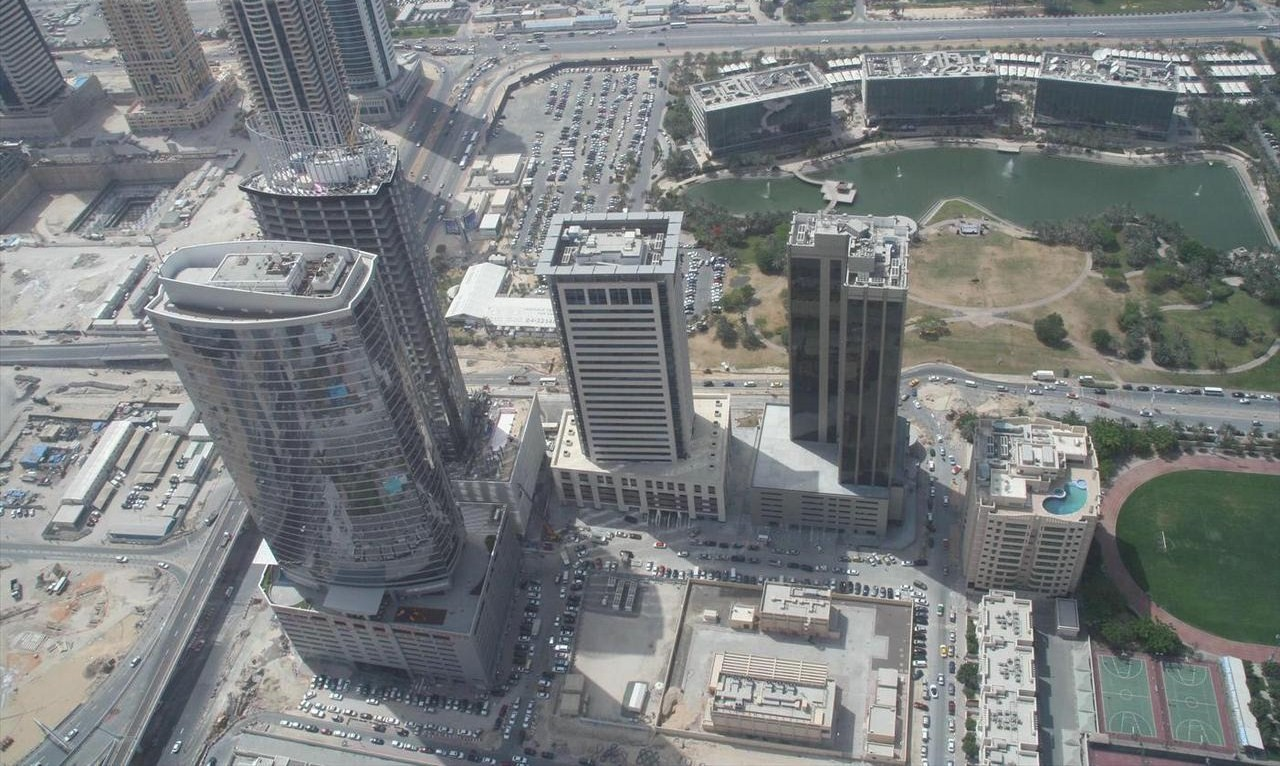
Dubai Media City en mai 2007

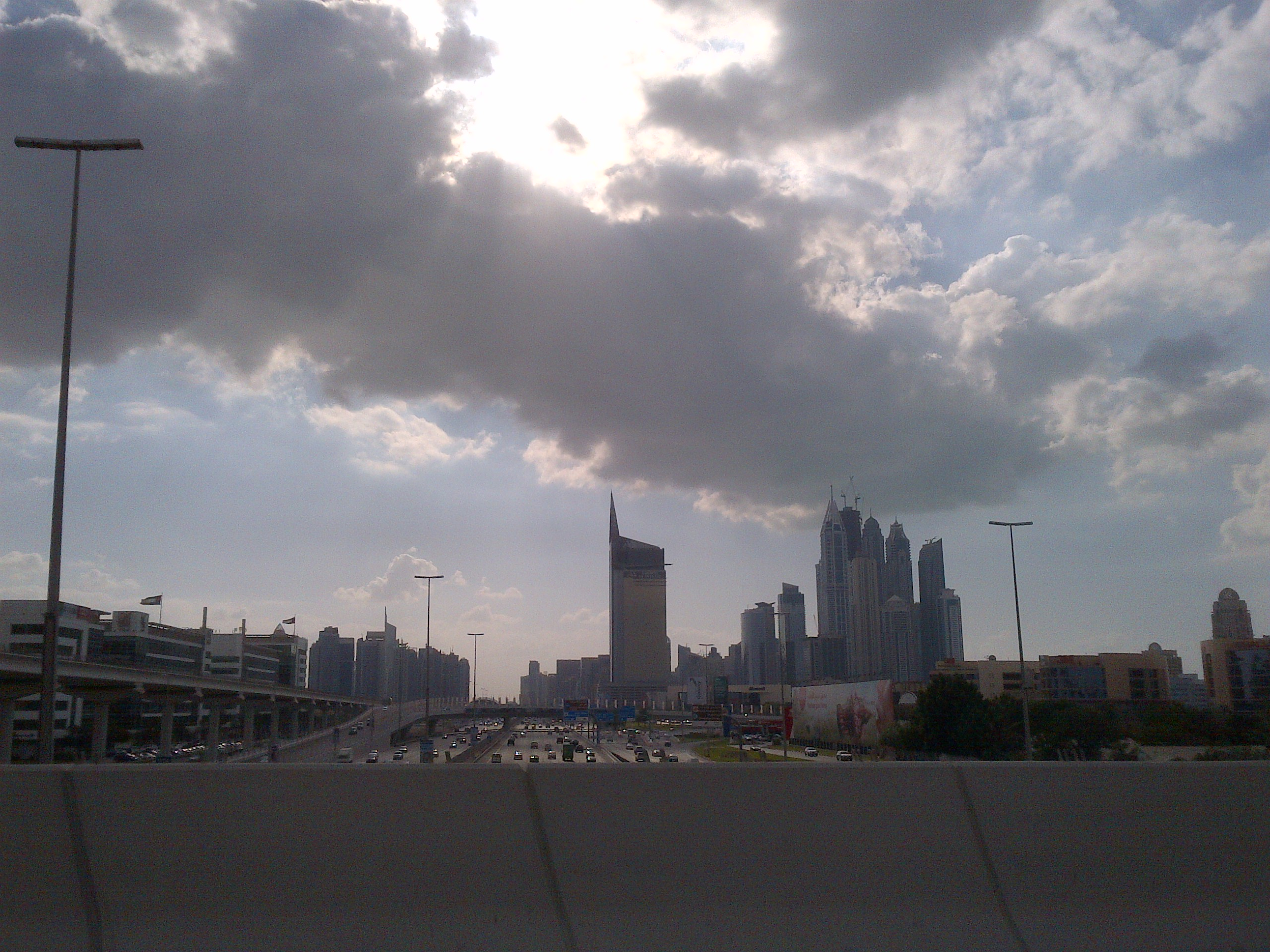
Tours Dubai Media City towers en janvier 2012

Dubai Media City, est une zone franche qui appartient à Dubai Holding. Construite en 2000 pour encourager l'implantation des organisations de médias ciblant la région, y compris les agences de presse, l'édition, les médias en ligne, la publicité, la production et les installations de radiodiffusion.
Aujourd'hui Dubai Media City est devenue une plaque tournante de l'industrie des médias dans les pays du CCG, du Moyen-Orient et de l’Afrique du nord, avec plus de 1 300 entreprises enregistrées. Elle abrite également le Conseil international de cricket, l'organe directeur du jeu de cricket dans le monde.

## Liste des sociétés/organisations

### Sports
- Siège du International Cricket Council

### Agence de presse
- APTN
- Reuters

### Chaînes de télévision
- CNN Arabic
- BBC World News
- Arab Business TV
- Arabian Travel TV
- ARY Digital Network
- Bloomberg Television
- City 7 TV
- CNBC Arabiya
- Decision Makers TV
- Dubai Media Incorporated News Center)
- General Entertainment and Music Group (GEM)
- Geo TV
- Infinity TV
- MBC
- National Geographic Farsi
- Orbit Showtime
- Persian Music Channel
- TEN Sports
- Turner Broadcasting System
- Zee Aflam

### Stations radio
- Radio Sawa (formerly Voice of America)
- Arabian Radio Network

### Sites internet
- Moheet
- Kipp Report
- AMEinfo.com
- Kalam TV
- Edarabia
- Eurosport Arabia
- Arabic Information Technology News Portal

### Journaux
- Financial Times
- The Economist
- The Times
- The Sunday Times

### Magazines
- MEED
- Lavish Magazine
- Rolling Stone
- Esquire
- Sayidaty
- MONEYworks
- Gulf Marketing Review
- L'Officiel (Middle East edition)
- EveningZ Magazine
- Tharawat Magazine
- The Business Year

### Agences publicitaires
- Spoton media services and events
- Best Focus
- Pan Arabian Network
- Leo Burnett
- Starcom Mediavest Group
- Flip Media
- DoLeeP Studios
- Grafdom
- North55
- ICS Dubai
- DDB Worldwide
- Dentsu
- Aegis Group
- Lowe
- Channel 7 Media Dubai

### Agences évènementielles
- MPremiere FZ LLC
- Spoton Media Services and Events
- BrikCom India Consultancy and Event Management Pvt. Ltd.
- Vibe Middle East
- Relay Experiential Marketing
- Euro Media FZ LLC
- Channel 7 Media

### Autres
- Dubai's Finest News, Gossip & Entertainment Website
- Epic
- Economist Corporate Network
- EMAP
- Arthur D. Little
- Oliver Wyman
- Capgemini
- Sony Corporation
- Visa Inc.
- Abortion India
- Icflix

## Tours
| 1. Mövenpick Dubai Pearl 2. Dubai Pearl Hotel Tower 1 3. Dubai Pearl Hotel Tower 2 4. Omnix North Tower 5. Omnix South Tower 6. Dubai Pearl Dana Tower 7. Dubai Pearl Lulwa Tower 8. Dubai Pearl Mahara Tower 9. Jumana Tower Dubai Pearl 10. Al Kazim Tower 1 11. Al Kazim Tower 2 12. The One Tower 13. Al Salam Tecom Tower 14. Al Attar Skyspiral 15. AMA Tower 16. Sidra Tower 17. ARY Digital Tower 18. Media 1 Tower 19. Dubai Jewel Tower 20. Shatha Tower | 1. Al Yassat Tower 2. Dalma Tower 3. Concord Tower 4. I-Rise 5. Al Sufouh Tower 1 6. Al Sufouh Tower 2 7. Shaiba Tower 1 8. Shaiba Tower 2 9. Ahmed Ali Abdullah Al Abdullah Tower 10. Al Thuraya Tower 2 11. Emirates Airlines Staff Accommodation 12. Ahmad Ali Abdulla Al Abdulla Building 13. Al Thuraya Tower 1 14. Executive Heights 15. Grosvenor Business Tower 16. Madison Residency 17. Telal's Tower 18. Smart Heights 19. Media Rotana Hotel Tower 1 20. Media Rotana Hotel Tower 2 | 1. Millennium Towers Hotel 2. Rashid Mohammed Al Mazroui Tower 3. Millennium Towers Residence 4. Red Tower 5. Ayad Hassan Bin Habshi Building 6. Mr. Mohammad Bin Hassan Al Muhana Building 7. Adel Al Hussaini Building 8. Tebyan Clarity Tower 9. Mohammed Ahmed Dadabhai Building 10. Al Shahd Tower 11. Oasis Residence 12. Al Abdullah Tower 13. Al Noor Tower 14. Abdul Jaleel Mahdy Al Esmawy Building 15. Khalid Salem Ahmed Basuliman Building 16. Mazoon Hotel Apartments 17. Al Hoton Building 18. Cayan Business Center 19. The Icon 20. Abdulrahman Mohamed Taher Mohamed Wali Tower 21. Leader Tower 22. Saleh Bin Lahej Building 23. Ramee Guestline Hotel Apartments 24. Business Central Towers |